# Xperia acro HD

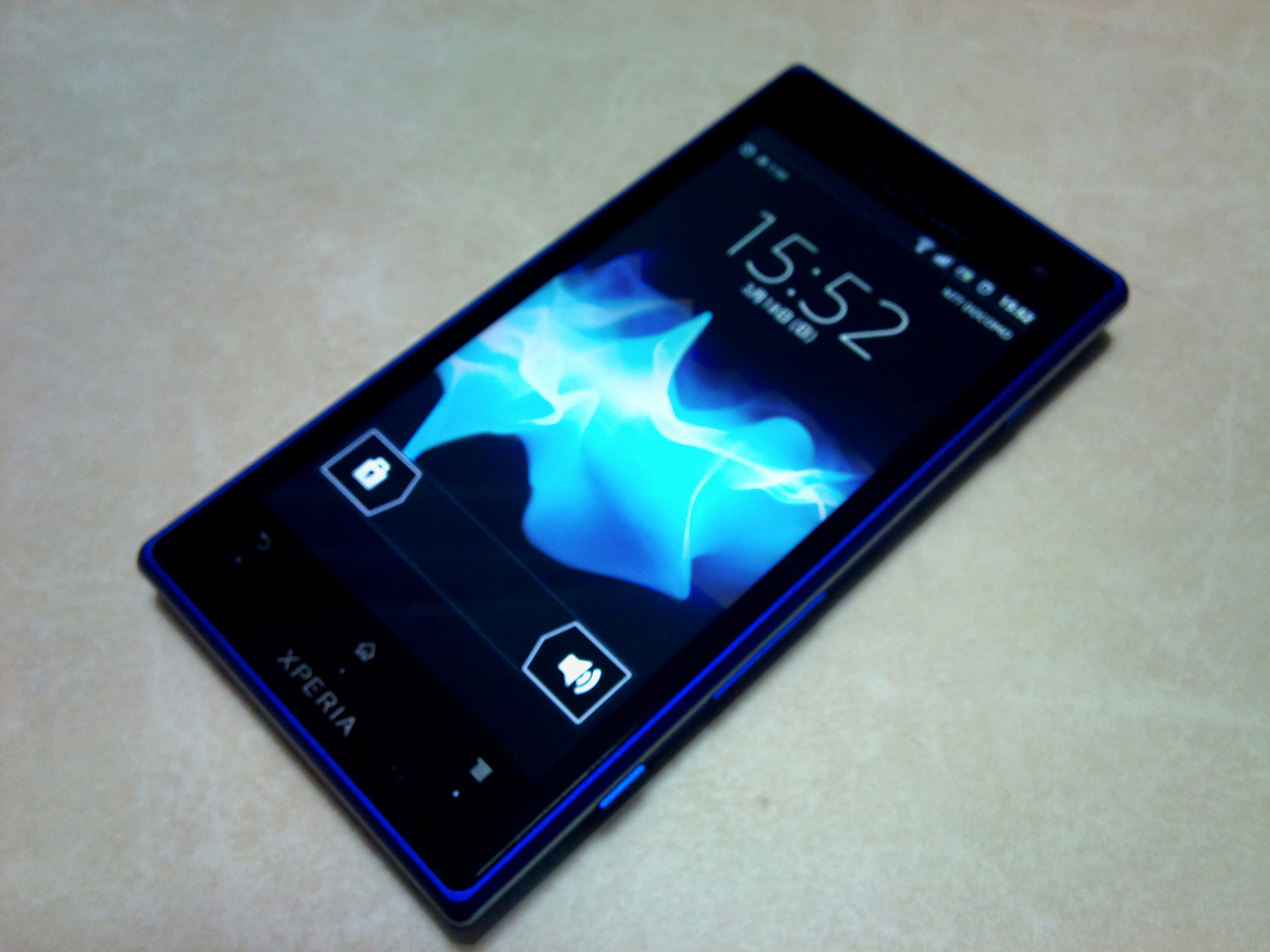
Xperia acro HD（SO-03D)

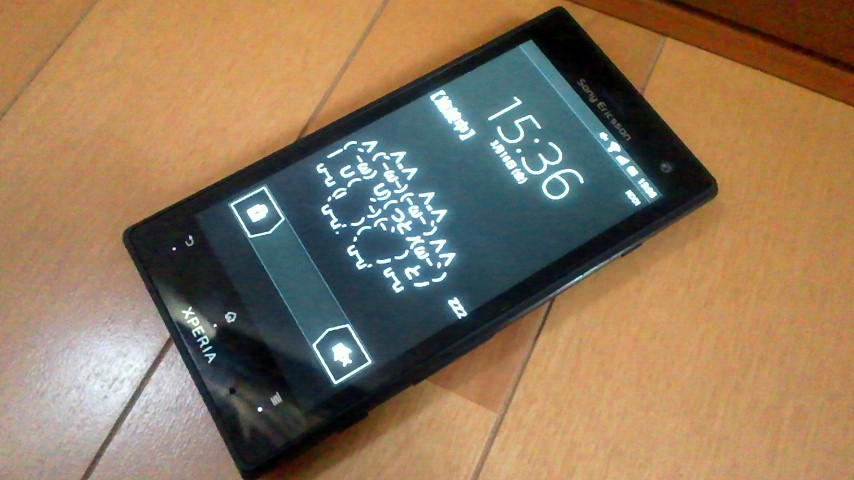
Xperia acro HD（IS12S)

Xperia acro HD（エクスペリア アクロ エイチディー）は、ソニーモバイルコミュニケーションズ（旧・ソニー・エリクソン・モバイルコミュニケーションズ）によって開発され、ソニー・エリクソンのブランドで販売されたスマートフォンである。グローバルモデルとして Sony Xperia acro S が存在する。
Xperia acroの後継機として日本向けに展開され、NTTドコモとau（KDDI・沖縄セルラー電話連合）から、それぞれの通信仕様・事情などに合わせて販売された。キャリアごとの個別の情報はSO-03D（ドコモ）、IS12S（au） を参照。

## 概要
Xperia acro HDは、Androidを搭載した世界モデルスマートフォンXperia Sに、おサイフケータイやワンセグ、赤外線通信を搭載した、日本向けのモデルである。ドコモよりdocomo with seriesのSO-03D、auよりISシリーズのIS12S（CDMA SOI12）として発売されている。いずれもバッテリーの取り外しができない。
グローバルモデルとして Sony Xperia acro S が発売されたが、ワンセグや赤外線通信を省き、おサイフケータイの替わりにNFCが搭載されるなど細かな違いがある。
なお、2012年3月8日付でソニーがエリクソン保有分のソニー・エリクソン株式を取得しソニーが完全子会社化、ソニー・エリクソン・モバイルコミュニケーションズはソニーモバイルコミュニケーションズに社名を変更した。そのため、Xperia acro HDはSO-03D・IS12S共にソニー・エリクソン・モバイルコミュニケーションズ名義で開発された最終機種となり、ソニーモバイルコミュニケーションズ名義で発売された最初の機種となった。

## 比較
| 機種                           | Xperia acro HD                                  | Xperia acro HD                                                                                                  | 参考 Xperia NX (SO-02D)                         |
| 機種                           | SO-03D                                          | IS12S（CDMA SOI12）                                                                                             | 参考 Xperia NX (SO-02D)                         |
| ------------------------------ | ----------------------------------------------- | --- | ----------------------------------------------- |
| 通信キャリア                   | NTTドコモ                                       | au | NTTドコモ                                       |
| 発売日                         | 2012年3月15日                                   | 2012年3月10日                                                                                                   | 2012年2月24日                                   |
| OS                             | Android 2.3.7(Android 4.0.4へのアップデート可） | Android 2.3.7(Android 4.0.4へのアップデート可）                                                                 | Android 2.3.7(Android 4.0.4へのアップデート可） |
| CPU                            | Qualcomm MSM8260                                | Qualcomm MSM8660                                                                                                | Qualcomm MSM8260                                |
| バッテリー容量                 | 1840mAh                                         | 1840mAh | 1700ｍAh                                        |
| 通信方式(3G)                   | W-CDMA （HSPA拡張に対応） band1/5/6/9           | CDMA2000 1xMC（音声通信時） CDMA2000 1x EV-DO MC-Rev.A（データ通信時） band class0-2/6                          | W-CDMA （HSPA拡張に対応） band1/5/6/9           |
| 通信速度(3G)                   | 下り14Mbps 上り5.7Mbps                          | 下り9.3Mbps 上り5.5Mbps（データ通信時） ※一部地域は下り6.2Mbps 上り3.6Mbps 下り144Kbps 上り64Kbps（音声通信時） | 下り14Mbps 上り5.7Mbps                          |
| 通信方式(2G)                   | GSM・GPRS・EDGE 850/900/1800/1900MHz            | GSM・GPRS・EDGE 850/900/1800/1900MHz                                                                            | GSM・GPRS・EDGE 850/900/1800/1900MHz            |
| 通信速度(2G)                   | 473.6kbps                                       | 473.6kbps | 473.6kbps                                       |
| テザリング                     | ○                                               | × | ○                                               |
| 待受時間                       | 3G 約410時間、2G 約290時間                      | 国内3G：約330時間、海外3G：非公表、2G：非公表                                                                   | 3G 約400時間、2G 約270時間                      |
| 連続通話時間                   | 3G 約430分、2G 約400分                          | 国内3G：約570分、海外3G：不可、2G：非公表 （いずれも移動と静止の組合せ）                                        | 3G 約390分、2G 約370分                          |
| サイズ                         | 126 × 66 × 11.9 mm                              | 126 × 66 × 11.9 mm                                                                                              | 128 × 64 × 10.6 mm                              |
| 重量                           | 約149g                                          | 約149g | 約144g                                          |
| WiFi                           | IEEE 802.11b/g/n                                | IEEE 802.11b/g/n                                                                                                | IEEE 802.11b/g/n                                |
| 緊急地震速報                   | ○                                               | ○ | ○                                               |
| 本体色                         | Aqua, Sakura, Black, Ceramic                    | Blue, Rouge, White, Black                                                                                       | Black, White                                    |
| SIMロックの解除                | ○                                               | △ | ○                                               |
| UIMカード(R-UIMカード)のサイズ | 通常                                            | 通常 | micro                                           |
| バッテリーの交換代金           | 9,240円                                         | 未公表 | 8,925円                                         |

## 注
1. 1 2  国内利用時の通信仕様となる。
2. ↑  海外利用のUMTS(W-CDMA)にはデータ通信のみ対応
3. 1 2  エリアメールの機能として利用可能。
4. ↑  「au災害対策」アプリの緊急速報メールの機能に包括。
5. ↑  「SIMロック2」がかかっていないため、ロック解除は不要。ただし、CDMA端末のため、国内ではauのSIMカードしか利用できない。